# Aegialia criddlei
Aegialia criddlei är en skalbaggsart som beskrevs av Brown 1931. Aegialia criddlei ingår i släktet Aegialia och familjen Aegialiidae. Inga underarter finns listade i Catalogue of Life.